# 1968年のワールドシリーズ
1968年の野球において、メジャーリーグベースボール（MLB）優勝決定戦の第65回ワールドシリーズ（英語: 65th World Series）は、10月2日から10日にかけて計7試合が開催された。その結果、デトロイト・タイガース（アメリカンリーグ）がセントルイス・カージナルス（ナショナルリーグ）を4勝3敗で下し、23年ぶり3回目の優勝を果たした。
両チームの対戦は、1934年以来34年ぶり2回目。第1戦ではカージナルスのボブ・ギブソンがタイガース打線から17三振を奪い、サンディー・コーファックスが1963年シリーズ第1戦で樹立していた1試合最多記録（15）を更新した。しかしタイガースは、最終第7戦ではそのギブソンから4得点を挙げ、1勝3敗からの3連勝で逆転優勝を成し遂げた。7戦4勝制のシリーズにおいて、1勝3敗からの逆転優勝と2勝3敗から敵地2連勝での逆転優勝は、いずれも1958年のニューヨーク・ヤンキース以来10年ぶりで、前者は3回目、後者は5回目。シリーズMVPには、第2戦・第5戦・第7戦の3登板全てで完投勝利を挙げ防御率1.67という成績を残したタイガースのミッキー・ロリッチが選出された。1シリーズ3先発登板で3勝は、前年のギブソンに次いで史上9人目である。
今シリーズではタイガース専属アナウンサーのアーニー・ハーウェルが、本拠地タイガー・スタジアム開催の3試合で試合前のアメリカ合衆国国歌『星条旗』独唱を行う歌手の人選を球団に一任され、第3戦ではマーガレット・ホワイティングを、第4戦ではマーヴィン・ゲイを、第5戦ではホセ・フェリシアーノを招聘した。このうち、フェリシアーノはアコースティック・ギターの弾き語り形式で歌ったが、当時としては珍しい独特なアレンジを加えた独唱だったため、賛否両論を巻き起こした。独唱直後から球場や全米テレビ中継局のNBCに抗議の電話が殺到し、ハーウェルが職を失いかける一方で、RCAレコードはこの国歌をシングルとして発売し、Billboard Hot 100で最高50位に入っている。

## 試合結果
1968年のワールドシリーズは10月2日に開幕し、途中に移動日を挟んで9日間で7試合が行われた。日程・結果は以下の通り。
| 日付                                                   | 試合  | ビジター球団（先攻）       | スコア | ホーム球団（後攻）         | 開催球場                          | 開催球場                                                      |
| ------------------------------------------------------ | ----- | -------------------------- | ------ | -------------------------- | --------------------------------- | ------------------------------------------------------------- |
| 10月02日（水）                                         | 第1戦 | デトロイト・タイガース     | 0－4   | セントルイス・カージナルス | ブッシュ・メモリアル・ スタジアム | ブッシュ・ · メモリアル・ · スタジアムタイガー・ · スタジアム |
| 10月03日（木）                                         | 第2戦 | デトロイト・タイガース     | 8－1   | セントルイス・カージナルス | ブッシュ・メモリアル・ スタジアム | ブッシュ・ · メモリアル・ · スタジアムタイガー・ · スタジアム |
| 10月04日（金）                                         |       | 移動日                     | 移動日 | 移動日                     |                                   | ブッシュ・ · メモリアル・ · スタジアムタイガー・ · スタジアム |
| 10月05日（土）                                         | 第3戦 | セントルイス・カージナルス | 7－3   | デトロイト・タイガース     | タイガー・スタジアム              | ブッシュ・ · メモリアル・ · スタジアムタイガー・ · スタジアム |
| 10月06日（日）                                         | 第4戦 | セントルイス・カージナルス | 10－1  | デトロイト・タイガース     | タイガー・スタジアム              | ブッシュ・ · メモリアル・ · スタジアムタイガー・ · スタジアム |
| 10月07日（月）                                         | 第5戦 | セントルイス・カージナルス | 3－5   | デトロイト・タイガース     | タイガー・スタジアム              | ブッシュ・ · メモリアル・ · スタジアムタイガー・ · スタジアム |
| 10月08日（火）                                         |       | 移動日                     | 移動日 | 移動日                     |                                   | ブッシュ・ · メモリアル・ · スタジアムタイガー・ · スタジアム |
| 10月09日（水）                                         | 第6戦 | デトロイト・タイガース     | 13－1  | セントルイス・カージナルス | ブッシュ・メモリアル・ スタジアム | ブッシュ・ · メモリアル・ · スタジアムタイガー・ · スタジアム |
| 10月10日（木）                                         | 第7戦 | デトロイト・タイガース     | 4－1   | セントルイス・カージナルス | ブッシュ・メモリアル・ スタジアム | ブッシュ・ · メモリアル・ · スタジアムタイガー・ · スタジアム |
| 優勝：デトロイト・タイガース（4勝3敗 / 23年ぶり3度目） |       |                            |        |                            |                                   | ブッシュ・ · メモリアル・ · スタジアムタイガー・ · スタジアム |

### 第1戦 10月2日
- ブッシュ・メモリアル・スタジアム（ミズーリ州セントルイス）

|                            | 1 | 2 | 3 | 4 | 5 | 6 | 7 | 8 | 9 | R | H | E |
| -------------------------- | - | - | - | - | - | - | - | - | - | - | - | - |
| デトロイト・タイガース     | 0 | 0 | 0 | 0 | 0 | 0 | 0 | 0 | 0 | 0 | 5 | 3 |
| セントルイス・カージナルス | 0 | 0 | 0 | 3 | 0 | 0 | 1 | 0 | X | 4 | 6 | 0 |

1. 勝利：ボブ・ギブソン（1勝）
2. 敗戦：デニー・マクレイン（1敗）
3. 本塁打
STL：ルー・ブロック1号ソロ
4. 審判
［球審］トム・ゴーマン（NL）
［塁審］一塁: ジム・ホノチック（AL）、二塁: スタン・ランズ（NL）、三塁: ビル・キナモン（AL）
［外審］左翼: ダグ・ハーヴェイ（NL）、右翼: ビル・ハラー（AL）
5. 昼間試合  試合時間: 2時間29分  観客: 5万4692人
詳細: MLB.com Gameday / Baseball-Reference.com

| デトロイト・タイガース | デトロイト・タイガース | デトロイト・タイガース | デトロイト・タイガース | デトロイト・タイガース                                                                                            | セントルイス・カージナルス | セントルイス・カージナルス | セントルイス・カージナルス | セントルイス・カージナルス | セントルイス・カージナルス                                                                              |
| ---------------------- | ---------------------- | ---------------------- | ---------------------- | --- | -------------------------- | -------------------------- | -------------------------- | -------------------------- | --- |
| 打順                   | 守備                   | 選手                   | 打席                   | D・マクレインB・フリーハンN・キャッシュD・マコーリフD・ワートM・スタンリーW・ホートンJ・ノースラップA・ケーライン | 打順                       | 守備                       | 選手                       | 打席                       | B・ギブソンT・マッカーバーO・セペダJ・ハビアーM・シャノンD・マックスビルL・ブロックC・フラッドR・マリス |
| 1                      | 二                     | D・マコーリフ          | 左                     | D・マクレインB・フリーハンN・キャッシュD・マコーリフD・ワートM・スタンリーW・ホートンJ・ノースラップA・ケーライン | 1                          | 左                         | L・ブロック                | 左                         | B・ギブソンT・マッカーバーO・セペダJ・ハビアーM・シャノンD・マックスビルL・ブロックC・フラッドR・マリス |
| 2                      | 遊                     | M・スタンリー          | 右                     | D・マクレインB・フリーハンN・キャッシュD・マコーリフD・ワートM・スタンリーW・ホートンJ・ノースラップA・ケーライン | 2                          | 中                         | C・フラッド                | 右                         | B・ギブソンT・マッカーバーO・セペダJ・ハビアーM・シャノンD・マックスビルL・ブロックC・フラッドR・マリス |
| 3                      | 右                     | A・ケーライン          | 右                     | D・マクレインB・フリーハンN・キャッシュD・マコーリフD・ワートM・スタンリーW・ホートンJ・ノースラップA・ケーライン | 3                          | 右                         | R・マリス                  | 左                         | B・ギブソンT・マッカーバーO・セペダJ・ハビアーM・シャノンD・マックスビルL・ブロックC・フラッドR・マリス |
| 4                      | 一                     | N・キャッシュ          | 左                     | D・マクレインB・フリーハンN・キャッシュD・マコーリフD・ワートM・スタンリーW・ホートンJ・ノースラップA・ケーライン | 4                          | 一                         | O・セペダ                  | 右                         | B・ギブソンT・マッカーバーO・セペダJ・ハビアーM・シャノンD・マックスビルL・ブロックC・フラッドR・マリス |
| 5                      | 左                     | W・ホートン            | 右                     | D・マクレインB・フリーハンN・キャッシュD・マコーリフD・ワートM・スタンリーW・ホートンJ・ノースラップA・ケーライン | 5                          | 捕                         | T・マッカーバー            | 左                         | B・ギブソンT・マッカーバーO・セペダJ・ハビアーM・シャノンD・マックスビルL・ブロックC・フラッドR・マリス |
| 6                      | 中                     | J・ノースラップ        | 左                     | D・マクレインB・フリーハンN・キャッシュD・マコーリフD・ワートM・スタンリーW・ホートンJ・ノースラップA・ケーライン | 6                          | 三                         | M・シャノン                | 右                         | B・ギブソンT・マッカーバーO・セペダJ・ハビアーM・シャノンD・マックスビルL・ブロックC・フラッドR・マリス |
| 7                      | 捕                     | B・フリーハン          | 右                     | D・マクレインB・フリーハンN・キャッシュD・マコーリフD・ワートM・スタンリーW・ホートンJ・ノースラップA・ケーライン | 7                          | 二                         | J・ハビアー                | 右                         | B・ギブソンT・マッカーバーO・セペダJ・ハビアーM・シャノンD・マックスビルL・ブロックC・フラッドR・マリス |
| 8                      | 三                     | D・ワート              | 右                     | D・マクレインB・フリーハンN・キャッシュD・マコーリフD・ワートM・スタンリーW・ホートンJ・ノースラップA・ケーライン | 8                          | 遊                         | D・マックスビル            | 右                         | B・ギブソンT・マッカーバーO・セペダJ・ハビアーM・シャノンD・マックスビルL・ブロックC・フラッドR・マリス |
| 9                      | 投                     | D・マクレイン          | 右                     | D・マクレインB・フリーハンN・キャッシュD・マコーリフD・ワートM・スタンリーW・ホートンJ・ノースラップA・ケーライン | 9                          | 投                         | B・ギブソン                | 右                         | B・ギブソンT・マッカーバーO・セペダJ・ハビアーM・シャノンD・マックスビルL・ブロックC・フラッドR・マリス |
| 先発投手               | 先発投手               | 先発投手               | 投球                   | D・マクレインB・フリーハンN・キャッシュD・マコーリフD・ワートM・スタンリーW・ホートンJ・ノースラップA・ケーライン | 先発投手                   | 先発投手                   | 先発投手                   | 投球                       | B・ギブソンT・マッカーバーO・セペダJ・ハビアーM・シャノンD・マックスビルL・ブロックC・フラッドR・マリス |
| D・マクレイン          | D・マクレイン          | D・マクレイン          | 右                     | D・マクレインB・フリーハンN・キャッシュD・マコーリフD・ワートM・スタンリーW・ホートンJ・ノースラップA・ケーライン | B・ギブソン                | B・ギブソン                | B・ギブソン                | 右                         | B・ギブソンT・マッカーバーO・セペダJ・ハビアーM・シャノンD・マックスビルL・ブロックC・フラッドR・マリス |

先発投手は、カージナルスがのボブ・ギブソン、タイガースがデニー・マクレイン。レギュラーシーズンではギブソンが22勝9敗・防御率1.12、マクレインが31勝6敗・防御率1.96という成績を残しており、ともにシーズン終了後、それぞれのリーグでサイ・ヤング賞とMVPを受賞することとなる。その年のサイ・ヤング賞受賞予定者どうしがシリーズで先発として投げ合うのは、これが史上初めて。試合は4回裏にカージナルス打線がマクレインをとらえ、マイク・シャノンとフリアン・ハビアーの連続適時打で3点を先制した。一方のギブソンは6回表に二死二・三塁とされるも、4番ノーム・キャッシュを三振に打ち取って危機を免れた。ギブソンは8回終了時点で毎回の14三振を奪い、さらに9回も続投する。この回は無死一塁からまず3番アル・ケーラインを三振に仕留め、1963年シリーズ第1戦のサンディー・コーファックスが樹立した1試合奪三振数のシリーズ最多記録に並ぶと、続く4番キャッシュも三振させて記録を更新し、最後は5番ウィリー・ホートンの見逃し三振で記録を17まで伸ばすとともに、3者連続三振で試合を締めくくった。

### 第2戦 10月3日
- ブッシュ・メモリアル・スタジアム（ミズーリ州セントルイス）

|                            | 1 | 2 | 3 | 4 | 5 | 6 | 7 | 8 | 9 | R | H  | E |
| -------------------------- | - | - | - | - | - | - | - | - | - | - | -- | - |
| デトロイト・タイガース     | 0 | 1 | 1 | 0 | 0 | 3 | 1 | 0 | 2 | 8 | 13 | 1 |
| セントルイス・カージナルス | 0 | 0 | 0 | 0 | 0 | 1 | 0 | 0 | 0 | 1 | 6  | 1 |

1. 勝利：ミッキー・ロリッチ（1勝）
2. 敗戦：ネルソン・ブライルズ（1敗）
3. 本塁打
DET：ウィリー・ホートン1号ソロ、ミッキー・ロリッチ1号ソロ、ノーム・キャッシュ1号ソロ
4. 審判
［球審］ジム・ホノチック（AL）
［塁審］一塁: スタン・ランズ（NL）、二塁: ビル・キナモン（AL）、三塁: ダグ・ハーヴェイ（NL）
［外審］左翼: ビル・ハラー（AL）、右翼: トム・ゴーマン（NL）
5. 昼間試合  試合時間: 2時間41分  観客: 5万4692人
詳細: MLB.com Gameday / Baseball-Reference.com

| デトロイト・タイガース | デトロイト・タイガース | デトロイト・タイガース | デトロイト・タイガース | デトロイト・タイガース                                                                                          | セントルイス・カージナルス | セントルイス・カージナルス | セントルイス・カージナルス | セントルイス・カージナルス | セントルイス・カージナルス                                                                                  |
| ---------------------- | ---------------------- | ---------------------- | ---------------------- | --- | -------------------------- | -------------------------- | -------------------------- | -------------------------- | --- |
| 打順                   | 守備                   | 選手                   | 打席                   | M・ロリッチB・フリーハンN・キャッシュD・マコーリフD・ワートM・スタンリーW・ホートンJ・ノースラップA・ケーライン | 打順                       | 守備                       | 選手                       | 打席                       | N・ブライルズT・マッカーバーO・セペダJ・ハビアーM・シャノンD・マックスビルL・ブロックC・フラッドR・デービス |
| 1                      | 二                     | D・マコーリフ          | 左                     | M・ロリッチB・フリーハンN・キャッシュD・マコーリフD・ワートM・スタンリーW・ホートンJ・ノースラップA・ケーライン | 1                          | 左                         | L・ブロック                | 左                         | N・ブライルズT・マッカーバーO・セペダJ・ハビアーM・シャノンD・マックスビルL・ブロックC・フラッドR・デービス |
| 2                      | 遊                     | M・スタンリー          | 右                     | M・ロリッチB・フリーハンN・キャッシュD・マコーリフD・ワートM・スタンリーW・ホートンJ・ノースラップA・ケーライン | 2                          | 二                         | J・ハビアー                | 右                         | N・ブライルズT・マッカーバーO・セペダJ・ハビアーM・シャノンD・マックスビルL・ブロックC・フラッドR・デービス |
| 3                      | 右                     | A・ケーライン          | 右                     | M・ロリッチB・フリーハンN・キャッシュD・マコーリフD・ワートM・スタンリーW・ホートンJ・ノースラップA・ケーライン | 3                          | 中                         | C・フラッド                | 右                         | N・ブライルズT・マッカーバーO・セペダJ・ハビアーM・シャノンD・マックスビルL・ブロックC・フラッドR・デービス |
| 4                      | 一                     | N・キャッシュ          | 左                     | M・ロリッチB・フリーハンN・キャッシュD・マコーリフD・ワートM・スタンリーW・ホートンJ・ノースラップA・ケーライン | 4                          | 一                         | O・セペダ                  | 右                         | N・ブライルズT・マッカーバーO・セペダJ・ハビアーM・シャノンD・マックスビルL・ブロックC・フラッドR・デービス |
| 5                      | 左                     | W・ホートン            | 右                     | M・ロリッチB・フリーハンN・キャッシュD・マコーリフD・ワートM・スタンリーW・ホートンJ・ノースラップA・ケーライン | 5                          | 三                         | M・シャノン                | 右                         | N・ブライルズT・マッカーバーO・セペダJ・ハビアーM・シャノンD・マックスビルL・ブロックC・フラッドR・デービス |
| 6                      | 中                     | J・ノースラップ        | 左                     | M・ロリッチB・フリーハンN・キャッシュD・マコーリフD・ワートM・スタンリーW・ホートンJ・ノースラップA・ケーライン | 6                          | 捕                         | T・マッカーバー            | 左                         | N・ブライルズT・マッカーバーO・セペダJ・ハビアーM・シャノンD・マックスビルL・ブロックC・フラッドR・デービス |
| 7                      | 捕                     | B・フリーハン          | 右                     | M・ロリッチB・フリーハンN・キャッシュD・マコーリフD・ワートM・スタンリーW・ホートンJ・ノースラップA・ケーライン | 7                          | 右                         | R・デービス                | 右                         | N・ブライルズT・マッカーバーO・セペダJ・ハビアーM・シャノンD・マックスビルL・ブロックC・フラッドR・デービス |
| 8                      | 三                     | D・ワート              | 右                     | M・ロリッチB・フリーハンN・キャッシュD・マコーリフD・ワートM・スタンリーW・ホートンJ・ノースラップA・ケーライン | 8                          | 遊                         | D・マックスビル            | 右                         | N・ブライルズT・マッカーバーO・セペダJ・ハビアーM・シャノンD・マックスビルL・ブロックC・フラッドR・デービス |
| 9                      | 投                     | M・ロリッチ            | 両                     | M・ロリッチB・フリーハンN・キャッシュD・マコーリフD・ワートM・スタンリーW・ホートンJ・ノースラップA・ケーライン | 9                          | 投                         | N・ブライルズ              | 右                         | N・ブライルズT・マッカーバーO・セペダJ・ハビアーM・シャノンD・マックスビルL・ブロックC・フラッドR・デービス |
| 先発投手               | 先発投手               | 先発投手               | 投球                   | M・ロリッチB・フリーハンN・キャッシュD・マコーリフD・ワートM・スタンリーW・ホートンJ・ノースラップA・ケーライン | 先発投手                   | 先発投手                   | 先発投手                   | 投球                       | N・ブライルズT・マッカーバーO・セペダJ・ハビアーM・シャノンD・マックスビルL・ブロックC・フラッドR・デービス |
| M・ロリッチ            | M・ロリッチ            | M・ロリッチ            | 左                     | M・ロリッチB・フリーハンN・キャッシュD・マコーリフD・ワートM・スタンリーW・ホートンJ・ノースラップA・ケーライン | N・ブライルズ              | N・ブライルズ              | N・ブライルズ              | 右                         | N・ブライルズT・マッカーバーO・セペダJ・ハビアーM・シャノンD・マックスビルL・ブロックC・フラッドR・デービス |

タイガースは2回表にウィリー・ホートンのソロ本塁打で先制すると、3回表には先発投手の9番ミッキー・ロリッチもソロ本塁打を放ち、2－0とする。ロリッチにとってはこの一打が、1979年シーズン終了後に現役を引退するまで、レギュラーシーズンを含めてもこれが唯一の本塁打となった。メジャー初本塁打をポストシーズンで記録したのは、1932年ワールドシリーズ第4戦のフランク・デマリー以来36年ぶり史上3人目である。6回表には前日3三振の4番ノーム・キャッシュにもソロ本塁打が出て、カージナルスの先発投手ネルソン・ブライルズはイニング途中での降板に追い込まれる。タイガースはこの回さらに、2番手スティーブ・カールトンから二死満塁という場面を作り、1番ディック・マコーリフの中前打で2点を追加した。カージナルスがその裏にオーランド・セペダの適時打で1点を返したものの、タイガースは直後の7回表に1点を加えたうえ、9回表にも二死満塁からの2者連続押し出し四球で7点差に突き放した。大量の援護に恵まれたロリッチが1失点完投勝利を挙げ、タイガースが1勝1敗とした。

### 第3戦 10月5日
- タイガー・スタジアム（ミシガン州デトロイト）

|                            | 1 | 2 | 3 | 4 | 5 | 6 | 7 | 8 | 9 | R | H  | E |
| -------------------------- | - | - | - | - | - | - | - | - | - | - | -- | - |
| セントルイス・カージナルス | 0 | 0 | 0 | 0 | 4 | 0 | 3 | 0 | 0 | 7 | 13 | 0 |
| デトロイト・タイガース     | 0 | 0 | 2 | 0 | 1 | 0 | 0 | 0 | 0 | 3 | 4  | 0 |

1. 勝利：レイ・ウォッシュバーン（1勝）
2. セーブ：ジョー・エルネ（1S）[注 4]
3. 敗戦：アール・ウィルソン（1敗）
4. 本塁打
STL：ティム・マッカーバー1号3ラン、オーランド・セペダ1号3ラン
DET：アル・ケーライン1号2ラン、ディック・マコーリフ1号ソロ
5. 審判
［球審］スタン・ランズ（NL）
［塁審］一塁: ビル・キナモン（AL）、二塁: ダグ・ハーヴェイ（NL）、三塁: ビル・ハラー（AL）
［外審］左翼: トム・ゴーマン（NL）、右翼: ジム・ホノチック（AL）
6. 昼間試合  試合時間: 3時間17分  観客: 5万3634人
詳細: MLB.com Gameday / Baseball-Reference.com

| セントルイス・カージナルス | セントルイス・カージナルス | セントルイス・カージナルス | セントルイス・カージナルス | セントルイス・カージナルス                                                                                      | デトロイト・タイガース | デトロイト・タイガース | デトロイト・タイガース | デトロイト・タイガース | デトロイト・タイガース                                                                                            |
| -------------------------- | -------------------------- | -------------------------- | -------------------------- | --- | ---------------------- | ---------------------- | ---------------------- | ---------------------- | --- |
| 打順                       | 守備                       | 選手                       | 打席                       | R・ウォッシュバーンT・マッカーバーO・セペダJ・ハビアーM・シャノンD・マックスビルL・ブロックC・フラッドR・マリス | 打順                   | 守備                   | 選手                   | 打席                   | E・ウィルソンB・フリーハンN・キャッシュD・マコーリフD・ワートM・スタンリーW・ホートンJ・ノースラップA・ケーライン |
| 1                          | 左                         | L・ブロック                | 左                         | R・ウォッシュバーンT・マッカーバーO・セペダJ・ハビアーM・シャノンD・マックスビルL・ブロックC・フラッドR・マリス | 1                      | 二                     | D・マコーリフ          | 左                     | E・ウィルソンB・フリーハンN・キャッシュD・マコーリフD・ワートM・スタンリーW・ホートンJ・ノースラップA・ケーライン |
| 2                          | 中                         | C・フラッド                | 右                         | R・ウォッシュバーンT・マッカーバーO・セペダJ・ハビアーM・シャノンD・マックスビルL・ブロックC・フラッドR・マリス | 2                      | 遊                     | M・スタンリー          | 右                     | E・ウィルソンB・フリーハンN・キャッシュD・マコーリフD・ワートM・スタンリーW・ホートンJ・ノースラップA・ケーライン |
| 3                          | 右                         | R・マリス                  | 左                         | R・ウォッシュバーンT・マッカーバーO・セペダJ・ハビアーM・シャノンD・マックスビルL・ブロックC・フラッドR・マリス | 3                      | 右                     | A・ケーライン          | 右                     | E・ウィルソンB・フリーハンN・キャッシュD・マコーリフD・ワートM・スタンリーW・ホートンJ・ノースラップA・ケーライン |
| 4                          | 一                         | O・セペダ                  | 右                         | R・ウォッシュバーンT・マッカーバーO・セペダJ・ハビアーM・シャノンD・マックスビルL・ブロックC・フラッドR・マリス | 4                      | 一                     | N・キャッシュ          | 左                     | E・ウィルソンB・フリーハンN・キャッシュD・マコーリフD・ワートM・スタンリーW・ホートンJ・ノースラップA・ケーライン |
| 5                          | 捕                         | T・マッカーバー            | 左                         | R・ウォッシュバーンT・マッカーバーO・セペダJ・ハビアーM・シャノンD・マックスビルL・ブロックC・フラッドR・マリス | 5                      | 左                     | W・ホートン            | 右                     | E・ウィルソンB・フリーハンN・キャッシュD・マコーリフD・ワートM・スタンリーW・ホートンJ・ノースラップA・ケーライン |
| 6                          | 三                         | M・シャノン                | 右                         | R・ウォッシュバーンT・マッカーバーO・セペダJ・ハビアーM・シャノンD・マックスビルL・ブロックC・フラッドR・マリス | 6                      | 中                     | J・ノースラップ        | 左                     | E・ウィルソンB・フリーハンN・キャッシュD・マコーリフD・ワートM・スタンリーW・ホートンJ・ノースラップA・ケーライン |
| 7                          | 二                         | J・ハビアー                | 右                         | R・ウォッシュバーンT・マッカーバーO・セペダJ・ハビアーM・シャノンD・マックスビルL・ブロックC・フラッドR・マリス | 7                      | 捕                     | B・フリーハン          | 右                     | E・ウィルソンB・フリーハンN・キャッシュD・マコーリフD・ワートM・スタンリーW・ホートンJ・ノースラップA・ケーライン |
| 8                          | 遊                         | D・マックスビル            | 右                         | R・ウォッシュバーンT・マッカーバーO・セペダJ・ハビアーM・シャノンD・マックスビルL・ブロックC・フラッドR・マリス | 8                      | 三                     | D・ワート              | 右                     | E・ウィルソンB・フリーハンN・キャッシュD・マコーリフD・ワートM・スタンリーW・ホートンJ・ノースラップA・ケーライン |
| 9                          | 投                         | R・ウォッシュバーン        | 右                         | R・ウォッシュバーンT・マッカーバーO・セペダJ・ハビアーM・シャノンD・マックスビルL・ブロックC・フラッドR・マリス | 9                      | 投                     | E・ウィルソン          | 右                     | E・ウィルソンB・フリーハンN・キャッシュD・マコーリフD・ワートM・スタンリーW・ホートンJ・ノースラップA・ケーライン |
| 先発投手                   | 先発投手                   | 先発投手                   | 投球                       | R・ウォッシュバーンT・マッカーバーO・セペダJ・ハビアーM・シャノンD・マックスビルL・ブロックC・フラッドR・マリス | 先発投手               | 先発投手               | 先発投手               | 投球                   | E・ウィルソンB・フリーハンN・キャッシュD・マコーリフD・ワートM・スタンリーW・ホートンJ・ノースラップA・ケーライン |
| R・ウォッシュバーン        | R・ウォッシュバーン        | R・ウォッシュバーン        | 右                         | R・ウォッシュバーンT・マッカーバーO・セペダJ・ハビアーM・シャノンD・マックスビルL・ブロックC・フラッドR・マリス | E・ウィルソン          | E・ウィルソン          | E・ウィルソン          | 右                     | E・ウィルソンB・フリーハンN・キャッシュD・マコーリフD・ワートM・スタンリーW・ホートンJ・ノースラップA・ケーライン |

タイガースの本拠地タイガー・スタジアムに舞台を移して行われた第3戦は、3回裏にタイガースがアル・ケーラインの2点本塁打で先制する。しかしカージナルスは5回表にカート・フラッドの適時打で1点を返すと、なおも一死一・二塁からティム・マッカーバーが右翼へ3点本塁打を放ち逆転した。タイガースはその裏、ディック・マコーリフのソロ本塁打で1点差に追い上げるが、カージナルスは7回表無死二・三塁からオーランド・セペダに3点本塁打が出て、点差を4点に広げた。6回途中から登板のジョー・エルネが、試合終了まで3.2イニングで1被安打とタイガース打線を抑え、カージナルスが2勝目を挙げた。

### 第4戦 10月6日
- タイガー・スタジアム（ミシガン州デトロイト）

|                            | 1 | 2 | 3 | 4 | 5 | 6 | 7 | 8 | 9 | R  | H  | E |
| -------------------------- | - | - | - | - | - | - | - | - | - | -- | -- | - |
| セントルイス・カージナルス | 2 | 0 | 2 | 2 | 0 | 0 | 0 | 4 | 0 | 10 | 13 | 0 |
| デトロイト・タイガース     | 0 | 0 | 0 | 1 | 0 | 0 | 0 | 0 | 0 | 1  | 5  | 4 |

1. 勝利：ボブ・ギブソン（2勝）
2. 敗戦：デニー・マクレイン（2敗）
3. 本塁打
STL：ルー・ブロック2号ソロ、ボブ・ギブソン1号ソロ
DET：ジム・ノースラップ1号ソロ
4. 審判
［球審］ビル・キナモン（AL）
［塁審］一塁: ダグ・ハーヴェイ（NL）、二塁: ビル・ハラー（AL）、三塁: トム・ゴーマン（NL）
［外審］左翼: ジム・ホノチック（AL）、右翼: スタン・ランズ（NL）
5. 昼間試合  試合時間: 2時間34分  観客: 5万3634人
詳細: MLB.com Gameday / Baseball-Reference.com

| セントルイス・カージナルス | セントルイス・カージナルス | セントルイス・カージナルス | セントルイス・カージナルス | セントルイス・カージナルス                                                                              | デトロイト・タイガース | デトロイト・タイガース | デトロイト・タイガース | デトロイト・タイガース | デトロイト・タイガース                                                                                                |
| -------------------------- | -------------------------- | -------------------------- | -------------------------- | --- | ---------------------- | ---------------------- | ---------------------- | ---------------------- | --- |
| 打順                       | 守備                       | 選手                       | 打席                       | B・ギブソンT・マッカーバーO・セペダJ・ハビアーM・シャノンD・マックスビルL・ブロックC・フラッドR・マリス | 打順                   | 守備                   | 選手                   | 打席                   | D・マクレインB・フリーハンN・キャッシュD・マコーリフE・マシューズM・スタンリーW・ホートンJ・ノースラップA・ケーライン |
| 1                          | 左                         | L・ブロック                | 左                         | B・ギブソンT・マッカーバーO・セペダJ・ハビアーM・シャノンD・マックスビルL・ブロックC・フラッドR・マリス | 1                      | 二                     | D・マコーリフ          | 左                     | D・マクレインB・フリーハンN・キャッシュD・マコーリフE・マシューズM・スタンリーW・ホートンJ・ノースラップA・ケーライン |
| 2                          | 中                         | C・フラッド                | 右                         | B・ギブソンT・マッカーバーO・セペダJ・ハビアーM・シャノンD・マックスビルL・ブロックC・フラッドR・マリス | 2                      | 遊                     | M・スタンリー          | 右                     | D・マクレインB・フリーハンN・キャッシュD・マコーリフE・マシューズM・スタンリーW・ホートンJ・ノースラップA・ケーライン |
| 3                          | 右                         | R・マリス                  | 左                         | B・ギブソンT・マッカーバーO・セペダJ・ハビアーM・シャノンD・マックスビルL・ブロックC・フラッドR・マリス | 3                      | 右                     | A・ケーライン          | 右                     | D・マクレインB・フリーハンN・キャッシュD・マコーリフE・マシューズM・スタンリーW・ホートンJ・ノースラップA・ケーライン |
| 4                          | 一                         | O・セペダ                  | 右                         | B・ギブソンT・マッカーバーO・セペダJ・ハビアーM・シャノンD・マックスビルL・ブロックC・フラッドR・マリス | 4                      | 一                     | N・キャッシュ          | 左                     | D・マクレインB・フリーハンN・キャッシュD・マコーリフE・マシューズM・スタンリーW・ホートンJ・ノースラップA・ケーライン |
| 5                          | 捕                         | T・マッカーバー            | 左                         | B・ギブソンT・マッカーバーO・セペダJ・ハビアーM・シャノンD・マックスビルL・ブロックC・フラッドR・マリス | 5                      | 左                     | W・ホートン            | 右                     | D・マクレインB・フリーハンN・キャッシュD・マコーリフE・マシューズM・スタンリーW・ホートンJ・ノースラップA・ケーライン |
| 6                          | 三                         | M・シャノン                | 右                         | B・ギブソンT・マッカーバーO・セペダJ・ハビアーM・シャノンD・マックスビルL・ブロックC・フラッドR・マリス | 6                      | 中                     | J・ノースラップ        | 左                     | D・マクレインB・フリーハンN・キャッシュD・マコーリフE・マシューズM・スタンリーW・ホートンJ・ノースラップA・ケーライン |
| 7                          | 二                         | J・ハビアー                | 右                         | B・ギブソンT・マッカーバーO・セペダJ・ハビアーM・シャノンD・マックスビルL・ブロックC・フラッドR・マリス | 7                      | 三                     | E・マシューズ          | 左                     | D・マクレインB・フリーハンN・キャッシュD・マコーリフE・マシューズM・スタンリーW・ホートンJ・ノースラップA・ケーライン |
| 8                          | 遊                         | D・マックスビル            | 右                         | B・ギブソンT・マッカーバーO・セペダJ・ハビアーM・シャノンD・マックスビルL・ブロックC・フラッドR・マリス | 8                      | 捕                     | B・フリーハン          | 右                     | D・マクレインB・フリーハンN・キャッシュD・マコーリフE・マシューズM・スタンリーW・ホートンJ・ノースラップA・ケーライン |
| 9                          | 投                         | B・ギブソン                | 右                         | B・ギブソンT・マッカーバーO・セペダJ・ハビアーM・シャノンD・マックスビルL・ブロックC・フラッドR・マリス | 9                      | 投                     | D・マクレイン          | 右                     | D・マクレインB・フリーハンN・キャッシュD・マコーリフE・マシューズM・スタンリーW・ホートンJ・ノースラップA・ケーライン |
| 先発投手                   | 先発投手                   | 先発投手                   | 投球                       | B・ギブソンT・マッカーバーO・セペダJ・ハビアーM・シャノンD・マックスビルL・ブロックC・フラッドR・マリス | 先発投手               | 先発投手               | 先発投手               | 投球                   | D・マクレインB・フリーハンN・キャッシュD・マコーリフE・マシューズM・スタンリーW・ホートンJ・ノースラップA・ケーライン |
| B・ギブソン                | B・ギブソン                | B・ギブソン                | 右                         | B・ギブソンT・マッカーバーO・セペダJ・ハビアーM・シャノンD・マックスビルL・ブロックC・フラッドR・マリス | D・マクレイン          | D・マクレイン          | D・マクレイン          | 右                     | D・マクレインB・フリーハンN・キャッシュD・マコーリフE・マシューズM・スタンリーW・ホートンJ・ノースラップA・ケーライン |

第1戦に続きボブ・ギブソンとデニー・マクレインの先発で始まったが、マクレインは初回表先頭打者のルー・ブロックにいきなりソロ本塁打を浴び、さらにマイク・シャノンの適時打で2点目を失う。マクレインは3回表にもティム・マッカーバーとシャノンに連続適時打を打たれ、この回途中での降板を余儀なくされる。カージナルスは4回表、9番・投手ギブソンのソロ本塁打などでさらに2点を加え、点差を6点に広げた。ギブソンの本塁打は、前年シリーズ第7戦に続く2年連続である。ワールドシリーズで本塁打を放った投手は、ギブソンや今シリーズ第2戦のミッキー・ロリッチも含め過去に10人いるが、通算2本目を打ったとなるとギブソンが史上初である。8回表には無死満塁から9番ギブソンが押し出し四球を選んだあと、ブロックに走者一掃の二塁打が出て、カージナルスの得点は2桁に乗った。ギブソンは4回裏にジム・ノースラップのソロ本塁打で1点を失ったものの、失点をそれだけにとどめて10奪三振で完投し、カージナルスが敵地で優勝に王手をかけた。

### 第5戦 10月7日
- タイガー・スタジアム（ミシガン州デトロイト）

|                            | 1 | 2 | 3 | 4 | 5 | 6 | 7 | 8 | 9 | R | H | E |
| -------------------------- | - | - | - | - | - | - | - | - | - | - | - | - |
| セントルイス・カージナルス | 3 | 0 | 0 | 0 | 0 | 0 | 0 | 0 | 0 | 3 | 9 | 0 |
| デトロイト・タイガース     | 0 | 0 | 0 | 2 | 0 | 0 | 3 | 0 | X | 5 | 9 | 1 |

1. 勝利：ミッキー・ロリッチ（2勝）
2. 敗戦：ジョー・エルネ（1敗1S）
3. 本塁打
STL：オーランド・セペダ2号2ラン
4. 審判
［球審］ダグ・ハーヴェイ（NL）
［塁審］一塁: ビル・ハラー（AL）、二塁: トム・ゴーマン（NL）、三塁: ジム・ホノチック（AL）
［外審］左翼: スタン・ランズ（NL）、右翼: ビル・キナモン（AL）
5. 昼間試合  試合時間: 2時間43分  観客: 5万3634人
詳細: MLB.com Gameday / Baseball-Reference.com

| セントルイス・カージナルス | セントルイス・カージナルス | セントルイス・カージナルス | セントルイス・カージナルス | セントルイス・カージナルス                                                                                  | デトロイト・タイガース | デトロイト・タイガース | デトロイト・タイガース | デトロイト・タイガース | デトロイト・タイガース                                                                                          |
| -------------------------- | -------------------------- | -------------------------- | -------------------------- | --- | ---------------------- | ---------------------- | ---------------------- | ---------------------- | --- |
| 打順                       | 守備                       | 選手                       | 打席                       | N・ブライルズT・マッカーバーO・セペダJ・ハビアーM・シャノンD・マックスビルL・ブロックC・フラッドR・デービス | 打順                   | 守備                   | 選手                   | 打席                   | M・ロリッチB・フリーハンN・キャッシュD・マコーリフD・ワートM・スタンリーW・ホートンJ・ノースラップA・ケーライン |
| 1                          | 左                         | L・ブロック                | 左                         | N・ブライルズT・マッカーバーO・セペダJ・ハビアーM・シャノンD・マックスビルL・ブロックC・フラッドR・デービス | 1                      | 二                     | D・マコーリフ          | 左                     | M・ロリッチB・フリーハンN・キャッシュD・マコーリフD・ワートM・スタンリーW・ホートンJ・ノースラップA・ケーライン |
| 2                          | 二                         | J・ハビアー                | 右                         | N・ブライルズT・マッカーバーO・セペダJ・ハビアーM・シャノンD・マックスビルL・ブロックC・フラッドR・デービス | 2                      | 遊                     | M・スタンリー          | 右                     | M・ロリッチB・フリーハンN・キャッシュD・マコーリフD・ワートM・スタンリーW・ホートンJ・ノースラップA・ケーライン |
| 3                          | 中                         | C・フラッド                | 右                         | N・ブライルズT・マッカーバーO・セペダJ・ハビアーM・シャノンD・マックスビルL・ブロックC・フラッドR・デービス | 3                      | 右                     | A・ケーライン          | 右                     | M・ロリッチB・フリーハンN・キャッシュD・マコーリフD・ワートM・スタンリーW・ホートンJ・ノースラップA・ケーライン |
| 4                          | 一                         | O・セペダ                  | 右                         | N・ブライルズT・マッカーバーO・セペダJ・ハビアーM・シャノンD・マックスビルL・ブロックC・フラッドR・デービス | 4                      | 一                     | N・キャッシュ          | 左                     | M・ロリッチB・フリーハンN・キャッシュD・マコーリフD・ワートM・スタンリーW・ホートンJ・ノースラップA・ケーライン |
| 5                          | 三                         | M・シャノン                | 右                         | N・ブライルズT・マッカーバーO・セペダJ・ハビアーM・シャノンD・マックスビルL・ブロックC・フラッドR・デービス | 5                      | 左                     | W・ホートン            | 右                     | M・ロリッチB・フリーハンN・キャッシュD・マコーリフD・ワートM・スタンリーW・ホートンJ・ノースラップA・ケーライン |
| 6                          | 捕                         | T・マッカーバー            | 左                         | N・ブライルズT・マッカーバーO・セペダJ・ハビアーM・シャノンD・マックスビルL・ブロックC・フラッドR・デービス | 6                      | 中                     | J・ノースラップ        | 左                     | M・ロリッチB・フリーハンN・キャッシュD・マコーリフD・ワートM・スタンリーW・ホートンJ・ノースラップA・ケーライン |
| 7                          | 右                         | R・デービス                | 右                         | N・ブライルズT・マッカーバーO・セペダJ・ハビアーM・シャノンD・マックスビルL・ブロックC・フラッドR・デービス | 7                      | 捕                     | B・フリーハン          | 右                     | M・ロリッチB・フリーハンN・キャッシュD・マコーリフD・ワートM・スタンリーW・ホートンJ・ノースラップA・ケーライン |
| 8                          | 遊                         | D・マックスビル            | 右                         | N・ブライルズT・マッカーバーO・セペダJ・ハビアーM・シャノンD・マックスビルL・ブロックC・フラッドR・デービス | 8                      | 三                     | D・ワート              | 右                     | M・ロリッチB・フリーハンN・キャッシュD・マコーリフD・ワートM・スタンリーW・ホートンJ・ノースラップA・ケーライン |
| 9                          | 投                         | N・ブライルズ              | 右                         | N・ブライルズT・マッカーバーO・セペダJ・ハビアーM・シャノンD・マックスビルL・ブロックC・フラッドR・デービス | 9                      | 投                     | M・ロリッチ            | 両                     | M・ロリッチB・フリーハンN・キャッシュD・マコーリフD・ワートM・スタンリーW・ホートンJ・ノースラップA・ケーライン |
| 先発投手                   | 先発投手                   | 先発投手                   | 投球                       | N・ブライルズT・マッカーバーO・セペダJ・ハビアーM・シャノンD・マックスビルL・ブロックC・フラッドR・デービス | 先発投手               | 先発投手               | 先発投手               | 投球                   | M・ロリッチB・フリーハンN・キャッシュD・マコーリフD・ワートM・スタンリーW・ホートンJ・ノースラップA・ケーライン |
| N・ブライルズ              | N・ブライルズ              | N・ブライルズ              | 右                         | N・ブライルズT・マッカーバーO・セペダJ・ハビアーM・シャノンD・マックスビルL・ブロックC・フラッドR・デービス | M・ロリッチ            | M・ロリッチ            | M・ロリッチ            | 左                     | M・ロリッチB・フリーハンN・キャッシュD・マコーリフD・ワートM・スタンリーW・ホートンJ・ノースラップA・ケーライン |

後がないタイガースはミッキー・ロリッチを先発させるが、初回からカート・フラッドの適時打とオーランド・セペダの2点本塁打で3点を追う展開に。タイガース打線は4回裏に相手先発ネルソン・ブライルズをとらえ、ノーム・キャッシュの犠牲フライとジム・ノースラップの適時打で1点差に追い上げる。5回表、カージナルスは一死二塁からフリアン・ハビアーの左前打で二塁走者ルー・ブロックが本塁を突くが、タイガースは左翼手ウィリー・ホートンの返球と捕手ビル・フリーハンのブロックでアウトにした。7回裏、タイガースは2番手ジョー・エルネを攻め、一死満塁から3番アル・ケーラインの中前打で2走者を還して逆転、さらに続く4番キャッシュにも適時打が出て5－3とする。ロリッチは9回表に一死一・二塁の危機を迎えるが、代打ロジャー・マリスを三振に打ち取ると、最後はブロックを投ゴロに仕留めて完投、タイガースが踏みとどまった。

### 第6戦 10月9日
- ブッシュ・メモリアル・スタジアム（ミズーリ州セントルイス）

|                            | 1 | 2 | 3  | 4 | 5 | 6 | 7 | 8 | 9 | R  | H  | E |
| -------------------------- | - | - | -- | - | - | - | - | - | - | -- | -- | - |
| デトロイト・タイガース     | 0 | 2 | 10 | 0 | 1 | 0 | 0 | 0 | 0 | 13 | 12 | 1 |
| セントルイス・カージナルス | 0 | 0 | 0  | 0 | 0 | 0 | 0 | 0 | 1 | 1  | 9  | 1 |

1. 勝利：デニー・マクレイン（1勝2敗）
2. 敗戦：レイ・ウォッシュバーン（1勝1敗）
3. 本塁打
DET：ジム・ノースラップ2号満塁、アル・ケーライン2号ソロ
4. 審判
［球審］ビル・ハラー（AL）
［塁審］一塁: トム・ゴーマン（NL）、二塁: ジム・ホノチック（AL）、三塁: スタン・ランズ（NL）
［外審］左翼: ビル・キナモン（AL）、右翼: ダグ・ハーヴェイ（NL）
5. 昼間試合  試合時間: 2時間26分  観客: 5万4692人
詳細: MLB.com Gameday / Baseball-Reference.com

| デトロイト・タイガース | デトロイト・タイガース | デトロイト・タイガース | デトロイト・タイガース | デトロイト・タイガース                                                                                            | セントルイス・カージナルス | セントルイス・カージナルス | セントルイス・カージナルス | セントルイス・カージナルス | セントルイス・カージナルス                                                                                      |
| ---------------------- | ---------------------- | ---------------------- | ---------------------- | --- | -------------------------- | -------------------------- | -------------------------- | -------------------------- | --- |
| 打順                   | 守備                   | 選手                   | 打席                   | D・マクレインB・フリーハンN・キャッシュD・マコーリフD・ワートM・スタンリーW・ホートンJ・ノースラップA・ケーライン | 打順                       | 守備                       | 選手                       | 打席                       | R・ウォッシュバーンT・マッカーバーO・セペダJ・ハビアーM・シャノンD・マックスビルL・ブロックC・フラッドR・マリス |
| 1                      | 二                     | D・マコーリフ          | 左                     | D・マクレインB・フリーハンN・キャッシュD・マコーリフD・ワートM・スタンリーW・ホートンJ・ノースラップA・ケーライン | 1                          | 左                         | L・ブロック                | 左                         | R・ウォッシュバーンT・マッカーバーO・セペダJ・ハビアーM・シャノンD・マックスビルL・ブロックC・フラッドR・マリス |
| 2                      | 遊                     | M・スタンリー          | 右                     | D・マクレインB・フリーハンN・キャッシュD・マコーリフD・ワートM・スタンリーW・ホートンJ・ノースラップA・ケーライン | 2                          | 中                         | C・フラッド                | 右                         | R・ウォッシュバーンT・マッカーバーO・セペダJ・ハビアーM・シャノンD・マックスビルL・ブロックC・フラッドR・マリス |
| 3                      | 右                     | A・ケーライン          | 右                     | D・マクレインB・フリーハンN・キャッシュD・マコーリフD・ワートM・スタンリーW・ホートンJ・ノースラップA・ケーライン | 3                          | 右                         | R・マリス                  | 左                         | R・ウォッシュバーンT・マッカーバーO・セペダJ・ハビアーM・シャノンD・マックスビルL・ブロックC・フラッドR・マリス |
| 4                      | 一                     | N・キャッシュ          | 左                     | D・マクレインB・フリーハンN・キャッシュD・マコーリフD・ワートM・スタンリーW・ホートンJ・ノースラップA・ケーライン | 4                          | 一                         | O・セペダ                  | 右                         | R・ウォッシュバーンT・マッカーバーO・セペダJ・ハビアーM・シャノンD・マックスビルL・ブロックC・フラッドR・マリス |
| 5                      | 左                     | W・ホートン            | 右                     | D・マクレインB・フリーハンN・キャッシュD・マコーリフD・ワートM・スタンリーW・ホートンJ・ノースラップA・ケーライン | 5                          | 捕                         | T・マッカーバー            | 左                         | R・ウォッシュバーンT・マッカーバーO・セペダJ・ハビアーM・シャノンD・マックスビルL・ブロックC・フラッドR・マリス |
| 6                      | 中                     | J・ノースラップ        | 左                     | D・マクレインB・フリーハンN・キャッシュD・マコーリフD・ワートM・スタンリーW・ホートンJ・ノースラップA・ケーライン | 6                          | 三                         | M・シャノン                | 右                         | R・ウォッシュバーンT・マッカーバーO・セペダJ・ハビアーM・シャノンD・マックスビルL・ブロックC・フラッドR・マリス |
| 7                      | 捕                     | B・フリーハン          | 右                     | D・マクレインB・フリーハンN・キャッシュD・マコーリフD・ワートM・スタンリーW・ホートンJ・ノースラップA・ケーライン | 7                          | 二                         | J・ハビアー                | 右                         | R・ウォッシュバーンT・マッカーバーO・セペダJ・ハビアーM・シャノンD・マックスビルL・ブロックC・フラッドR・マリス |
| 8                      | 三                     | D・ワート              | 右                     | D・マクレインB・フリーハンN・キャッシュD・マコーリフD・ワートM・スタンリーW・ホートンJ・ノースラップA・ケーライン | 8                          | 遊                         | D・マックスビル            | 右                         | R・ウォッシュバーンT・マッカーバーO・セペダJ・ハビアーM・シャノンD・マックスビルL・ブロックC・フラッドR・マリス |
| 9                      | 投                     | D・マクレイン          | 右                     | D・マクレインB・フリーハンN・キャッシュD・マコーリフD・ワートM・スタンリーW・ホートンJ・ノースラップA・ケーライン | 9                          | 投                         | R・ウォッシュバーン        | 右                         | R・ウォッシュバーンT・マッカーバーO・セペダJ・ハビアーM・シャノンD・マックスビルL・ブロックC・フラッドR・マリス |
| 先発投手               | 先発投手               | 先発投手               | 投球                   | D・マクレインB・フリーハンN・キャッシュD・マコーリフD・ワートM・スタンリーW・ホートンJ・ノースラップA・ケーライン | 先発投手                   | 先発投手                   | 先発投手                   | 投球                       | R・ウォッシュバーンT・マッカーバーO・セペダJ・ハビアーM・シャノンD・マックスビルL・ブロックC・フラッドR・マリス |
| D・マクレイン          | D・マクレイン          | D・マクレイン          | 右                     | D・マクレインB・フリーハンN・キャッシュD・マコーリフD・ワートM・スタンリーW・ホートンJ・ノースラップA・ケーライン | R・ウォッシュバーン        | R・ウォッシュバーン        | R・ウォッシュバーン        | 右                         | R・ウォッシュバーンT・マッカーバーO・セペダJ・ハビアーM・シャノンD・マックスビルL・ブロックC・フラッドR・マリス |

タイガースはこの日、相手先発レイ・ウォッシュバーンを序盤から打ち崩す。2回表にウィリー・ホートンとビル・フリーハンの適時打で2点を先制、3回表にも無死一・二塁からアル・ケーラインの適時打で1点を加え、ウォッシュバーンを降板させる。2番手ラリー・ジャスターからも1点を奪い、なおも無死満塁とすると、レギュラーシーズン満塁本塁打4本のジム・ノースラップがここでも満塁本塁打を放った。その後もタイガース打線の攻勢は続き、最終的にこの回は打者15人で10点を挙げた。1イニング2桁得点はワールドシリーズ史上、1929年シリーズ第4戦の7回裏にフィラデルフィア・アスレチックスが記録して以来、38年ぶり2度目のできごとである。タイガースの先発投手デニー・マクレインは第4戦から中2日での登板ながら、9回裏にフリアン・ハビアーの適時打で1点を失ったのみの完投を果たし、タイガースが連勝で3勝3敗のタイに持ち込んだ。

### 第7戦 10月10日
- ブッシュ・メモリアル・スタジアム（ミズーリ州セントルイス）

|                            | 1 | 2 | 3 | 4 | 5 | 6 | 7 | 8 | 9 | R | H | E |
| -------------------------- | - | - | - | - | - | - | - | - | - | - | - | - |
| デトロイト・タイガース     | 0 | 0 | 0 | 0 | 0 | 0 | 3 | 0 | 1 | 4 | 8 | 1 |
| セントルイス・カージナルス | 0 | 0 | 0 | 0 | 0 | 0 | 0 | 0 | 1 | 1 | 5 | 0 |

1. 勝利：ミッキー・ロリッチ（3勝）
2. 敗戦：ボブ・ギブソン（2勝1敗）
3. 本塁打
STL：マイク・シャノン1号ソロ
4. 審判
［球審］トム・ゴーマン（NL）
［塁審］一塁: ジム・ホノチック（AL）、二塁: スタン・ランズ（NL）、三塁: ビル・キナモン（AL）
［外審］左翼: ダグ・ハーヴェイ（NL）、右翼: ビル・ハラー（AL）
5. 昼間試合  試合時間: 2時間7分  観客: 5万4692人
詳細: MLB.com Gameday / Baseball-Reference.com

| デトロイト・タイガース | デトロイト・タイガース | デトロイト・タイガース | デトロイト・タイガース | デトロイト・タイガース                                                                                          | セントルイス・カージナルス | セントルイス・カージナルス | セントルイス・カージナルス | セントルイス・カージナルス | セントルイス・カージナルス                                                                              |
| ---------------------- | ---------------------- | ---------------------- | ---------------------- | --- | -------------------------- | -------------------------- | -------------------------- | -------------------------- | --- |
| 打順                   | 守備                   | 選手                   | 打席                   | M・ロリッチB・フリーハンN・キャッシュD・マコーリフD・ワートM・スタンリーW・ホートンJ・ノースラップA・ケーライン | 打順                       | 守備                       | 選手                       | 打席                       | B・ギブソンT・マッカーバーO・セペダJ・ハビアーM・シャノンD・マックスビルL・ブロックC・フラッドR・マリス |
| 1                      | 二                     | D・マコーリフ          | 左                     | M・ロリッチB・フリーハンN・キャッシュD・マコーリフD・ワートM・スタンリーW・ホートンJ・ノースラップA・ケーライン | 1                          | 左                         | L・ブロック                | 左                         | B・ギブソンT・マッカーバーO・セペダJ・ハビアーM・シャノンD・マックスビルL・ブロックC・フラッドR・マリス |
| 2                      | 遊                     | M・スタンリー          | 右                     | M・ロリッチB・フリーハンN・キャッシュD・マコーリフD・ワートM・スタンリーW・ホートンJ・ノースラップA・ケーライン | 2                          | 二                         | J・ハビアー                | 右                         | B・ギブソンT・マッカーバーO・セペダJ・ハビアーM・シャノンD・マックスビルL・ブロックC・フラッドR・マリス |
| 3                      | 右                     | A・ケーライン          | 右                     | M・ロリッチB・フリーハンN・キャッシュD・マコーリフD・ワートM・スタンリーW・ホートンJ・ノースラップA・ケーライン | 3                          | 中                         | C・フラッド                | 右                         | B・ギブソンT・マッカーバーO・セペダJ・ハビアーM・シャノンD・マックスビルL・ブロックC・フラッドR・マリス |
| 4                      | 一                     | N・キャッシュ          | 左                     | M・ロリッチB・フリーハンN・キャッシュD・マコーリフD・ワートM・スタンリーW・ホートンJ・ノースラップA・ケーライン | 4                          | 一                         | O・セペダ                  | 右                         | B・ギブソンT・マッカーバーO・セペダJ・ハビアーM・シャノンD・マックスビルL・ブロックC・フラッドR・マリス |
| 5                      | 左                     | W・ホートン            | 右                     | M・ロリッチB・フリーハンN・キャッシュD・マコーリフD・ワートM・スタンリーW・ホートンJ・ノースラップA・ケーライン | 5                          | 三                         | M・シャノン                | 右                         | B・ギブソンT・マッカーバーO・セペダJ・ハビアーM・シャノンD・マックスビルL・ブロックC・フラッドR・マリス |
| 6                      | 中                     | J・ノースラップ        | 左                     | M・ロリッチB・フリーハンN・キャッシュD・マコーリフD・ワートM・スタンリーW・ホートンJ・ノースラップA・ケーライン | 6                          | 捕                         | T・マッカーバー            | 左                         | B・ギブソンT・マッカーバーO・セペダJ・ハビアーM・シャノンD・マックスビルL・ブロックC・フラッドR・マリス |
| 7                      | 捕                     | B・フリーハン          | 右                     | M・ロリッチB・フリーハンN・キャッシュD・マコーリフD・ワートM・スタンリーW・ホートンJ・ノースラップA・ケーライン | 7                          | 右                         | R・マリス                  | 左                         | B・ギブソンT・マッカーバーO・セペダJ・ハビアーM・シャノンD・マックスビルL・ブロックC・フラッドR・マリス |
| 8                      | 三                     | D・ワート              | 右                     | M・ロリッチB・フリーハンN・キャッシュD・マコーリフD・ワートM・スタンリーW・ホートンJ・ノースラップA・ケーライン | 8                          | 遊                         | D・マックスビル            | 右                         | B・ギブソンT・マッカーバーO・セペダJ・ハビアーM・シャノンD・マックスビルL・ブロックC・フラッドR・マリス |
| 9                      | 投                     | M・ロリッチ            | 両                     | M・ロリッチB・フリーハンN・キャッシュD・マコーリフD・ワートM・スタンリーW・ホートンJ・ノースラップA・ケーライン | 9                          | 投                         | B・ギブソン                | 右                         | B・ギブソンT・マッカーバーO・セペダJ・ハビアーM・シャノンD・マックスビルL・ブロックC・フラッドR・マリス |
| 先発投手               | 先発投手               | 先発投手               | 投球                   | M・ロリッチB・フリーハンN・キャッシュD・マコーリフD・ワートM・スタンリーW・ホートンJ・ノースラップA・ケーライン | 先発投手                   | 先発投手                   | 先発投手                   | 投球                       | B・ギブソンT・マッカーバーO・セペダJ・ハビアーM・シャノンD・マックスビルL・ブロックC・フラッドR・マリス |
| M・ロリッチ            | M・ロリッチ            | M・ロリッチ            | 左                     | M・ロリッチB・フリーハンN・キャッシュD・マコーリフD・ワートM・スタンリーW・ホートンJ・ノースラップA・ケーライン | B・ギブソン                | B・ギブソン                | B・ギブソン                | 右                         | B・ギブソンT・マッカーバーO・セペダJ・ハビアーM・シャノンD・マックスビルL・ブロックC・フラッドR・マリス |

先発投手は今シリーズともに2勝のボブ・ギブソンとミッキー・ロリッチ。ギブソンは6回終了時点で被出塁が内野安打1本だけと好投を続ける。一方、第5戦から中2日で登板のロリッチは、初回に二死一・二塁の危機を切り抜けると、2回・5回・6回にも先頭打者の出塁を許した。だが2回裏は7番ロジャー・マリスを遊ゴロ併殺に仕留め、6回裏にはルー・ブロックとカート・フラッドをいずれも牽制で刺すなど、こちらも無失点のままイニングを重ねた。7回表、タイガースは二死からノーム・キャッシュとウィリー・ホートンの連打で一・二塁とし、6番ジム・ノースラップが中堅方向へ飛球を放つ。この打球を中堅手フラッドが一瞬見失ったため頭上を越され、三塁打となって2者が生還、タイガースが先制点を挙げた。さらに続くビル・フリーハンの二塁打でノースラップも還り1点を追加、9回にもドン・ワートの適時打で4－0とする。その裏、カージナルスは二死からマイク・シャノンのソロ本塁打で1点を返したが、ロリッチが6番ティム・マッカーバーを捕邪飛に打ち取って完投で試合終了。タイガースが1勝3敗からの逆転で、23年ぶりにワールドシリーズを制した。